# Échangeur de Babylone
 (juin 2025).
Motif : Pas de sources. Voir Discussion:Échangeur de Shimukappu/Admissibilité.
- Archive Wikiwix
- Bing
- Cairn
- DuckDuckGo
- E. Universalis
- Gallica
- Google
- G. Books
- G. News
- G. Scholar
- Persée
- Qwant
- (zh) Baidu
- (ru) Yandex
- (wd) trouver des œuvres sur Wikidata

| 1. | Préciser le motif de la pose du bandeau. | Précisez le motif de la pose du bandeau en utilisant la syntaxe suivante : {{admissibilité à vérifier\|date=juin 2025\|motif=remplacez ce texte par le motif}}                             |
| 2. | Informer les utilisateurs concernés.     | Pensez à avertir le créateur de l'article, par exemple, en insérant le code ci-dessous sur sa page de discussion : {{subst:avertissement admissibilité à vérifier\|Échangeur de Babylone}} |

L’échangeur de Babylone est un échangeur autoroutier situé sur le territoire de la commune de Villeneuve-d'Ascq dans le Nord en région Hauts-de-France. L’échangeur constitue un des nœuds stratégiques du réseau routier structurant de la métropole Lilloise, c’est par son intermédiaire que s’opère la jonction entre la RN 227 et l’autoroute A22. C’est également à sa hauteur que s’opère la liaison entre ces 2 axes routiers et la RD 6d prolongée par la RD 700 en direction de Wattrelos. 
L'échangeur supporte 35 000 véhicules par jour sur la liaison RN 227-RD 6d. Un écran acoustique de 170 mètres de longueur et 3,50 mètres de hauteur a été monté au cours de l’été 2014. En 2015, les travaux de refonte de l'échangeur ont commencé. Ces travaux ont pour but de créer une liaison directe entre la RN 227 (sud) et la ZA du Recueil. Dans ce cadre, un rond-point sera créé au nord de l'échangeur.

## Axes concernés
Les axes concernés sont :
- l'Autoroute A22 (sortie 7) vers Roubaix, Tourcoing et Gand en Belgique ;
- la RN 227 (rocade Est lilloise) vers le sud et l'autoroute A27 ;
- la M 6d vers Hem et Wattrelos ;
- Avenue de la Reconnaissance.

## Desserte
- Zone d’activités du Recueil
- Parc de la Cimaise
- Hôpital Privé de Villeneuve d'Ascq
- Centre nautique Babylone